# Амер, Карим
Карим Набил Сулейман Амер (араб. كريم نبيل سليمان عامر‎, родился в 1984 году) — норвежский блогер египетского происхождения и бывший студент юридического факультета. Он был арестован египетскими властями за публикации в своём блоге, которые были сочтены антирелигиозными и оскорбляющими президента Египта Хосни Мубарака. 22 февраля 2007 года в своём родном городе Александрии Амер был приговорён к трём годам тюремного заключения за оскорбление ислама и подстрекательство к мятежу и один год за оскорбление президента Египта Хосни Мубарака. Он был первым блогером в Египте, явно арестованным за содержание его текстов, и был освобождён 17 ноября 2010 года, но до этого был избит и задержан силами безопасности Египта. После этого он переехал в Берген, Норвегия, где получил политическое убежище и норвежское гражданство.

## Предыстория
Карим Амер, бывший мусульманин, светский египтянин, окончил начальную, среднюю школу и университет аль-Азхар. Он хотел получить степень по биологии, но давление семьи вынудило его вместо этого поступить на факультет шариата и юридических исследований аль-Азхара.
В 2004 году Амер начал выражать свои реформистские взгляды в «Modern Discussion», а к 2005 г. — в «Copts United». К середине 2006 года он прекратил публикацию в Copts United, потому что он обвинил их в том, что они ограничили свои произведения критикой мусульман, но не коптов.

## Первый арест
Впервые Амер привлёк внимание египетских властей после того, как он опубликовал в блоге серию статей, резко критикующих роль мусульман в смертоносных межрелигиозных беспорядках в Александрии в 2005 году в результате спектакля, поставленного в Коптской православной церкви Александрии, и резкой реакции мусульманского сообщества на «оскорбление ислама» в пьесе.
26 октября 2005 года Амер был впервые арестован агентством государственной безопасности Египта Амн аль-Даула за антирелигиозные публикации в своём блоге. Его задержали на двенадцать дней, а его книги и личные сочинения были конфискованы.

## Изгнание из аль-Азхара
В начале 2006 года Амер был исключён из университета аль-Азхар, кампус Даманхур, за критику некоторых преподавателей исламистов в университете, написав в своём блоге, что «профессора и шейхи аль-Азхара, которые... выступают против любого, кто свободно мыслит, окажутся на свалке истории». Он также размещал статьи, пропагандирующие секуляризм и права женщин.
Амер назвал университет «университетом терроризма» и сказал, что это учреждение подавляет свободу мысли.
Администрация университета также направила в прокуратуру коммюнике против своего бывшего студента, утверждая, что он «распространяет слухи, угрожающие общественной безопасности» и «порочит президента Мубарака».

## Второй арест
6 ноября 2006 года Амер был снова задержан прокуратурой после того, как она допросила его по поводу его работ в «Современной дискуссии», которые власти сочли нерелигиозными, а также из-за жалобы университета аль-Азхар в прокуратуру.
Прокурор сказал Амеру, что если он не откажется от своих взглядов, пусть даже личных, его могут посадить в тюрьму. Тем не менее Амер настаивал на своём праве на свободу слова. Следовательно, египетские прокуроры распорядились, чтобы Амер содержался в следственном изоляторе в Александрии как минимум до 22 ноября.
Амеру было предъявлено обвинение в:
- Атеизме из-за некоторых сообщений в блогах, таких как «Нет Бога, кроме Человека» (по-арабски لا إله إلا الإنسان)[10][11];
- Распространении информации и злонамеренных слухов, подрывающих общественную безопасность
- Клевете на президента Египта
- Подстрекательстве к свержению режима, основанном на ненависти и презрении
- Подстрекательстве к ненависти к «исламу» и нарушению стандартов общественного спокойствия
- Выявлении неуместных вопросов, наносящих вред репутации Египта, и их публичном распространении[12].

## Суд
Амер защищался, говоря: «Я не понимаю, что я сделал... Я высказывал своё мнение... намерение не было чем-то вроде этих [обвинений]». Адвокаты защиты утверждали, что преступления, связанные с Интернетом, были новыми для Египта и что уголовный кодекс их не охватил. Обвинитель прокуратуры Мохамед Давуд заявил: «Я хочу, чтобы он [Набил] получил самое суровое наказание... Я здесь на джихаде... Если мы оставим подобных ему без наказания, это будет похоже на пожар, который пожирает всё». Отец блогера Набиль Сулейман издевался над правозащитными организациями, которые пытались освободить его сына. Он призвал к применению исламского закона, «позволяющего ему раскаяться в течение трёх дней, прежде чем убить его, если он этого не сделает», согласно египетской газете Al-Masry Al-Youm.
22 февраля судья заявил, что Набиль виновен и ему предстоит отсидеть три года за оскорбление ислама и подстрекательство к мятежу и один год за оскорбление Мубарака. 13 марта 2007 года апелляционный суд оставил приговор в силе.

## Реакция

### США
Конгрессмены США Трент Фрэнкс и Барни Фрэнк написали послу Египта Набилю Фахми письмо относительно ареста и заключения в тюрьму Амера. Конгрессмен Фрэнкс также сказал:

Демократии должны допускать свободу слова и, конечно, терпимость к различным религиозным верованиям. Я приветствую признание господином Амером неприемлемости насилия во имя религии. Я призываю египетское правительство освободить господина Амера и защитить своих граждан от преследований.
Оригинальный текст (англ.)Democracies must allow for freedom of speech and certainly for the tolerance of diverse religious beliefs. I laud Mr. Amer's recognition that violence in the name of religion is unacceptable. I urge the Egyptian government to free Mr. Amer and to protect its citizens from persecution
— 

### Италия
Три итальянских депутата, бывший министр обороны Антонио Мартино, президент 10-й Постоянной комиссии (производство, торговля и туризм) Даниэле Капеццоне и сенатор Гаэтано Квальярьелло написали письма послу Египта в Италии Мохамеду Фариду Монибу.

### Неправительственные организации
Amnesty International объявила Амера узником совести, «заключённым в тюрьму просто за то, что он воспользовался своим правом на свободу выражения мнения». После освобождения Амера организация призвала Египет расследовать его утверждения о пытках во время содержания под стражей. Human Rights Watch назвала арест Амера «леденящим кровь прецедентом» и призвала к его немедленному освобождению. Арабская сеть информации по правам человека назвала вынесение приговора Амеру «мрачным днём для свободы выражения мнения в Египте» и также призвала его освободить.
PEN America сделала Амера одним из «первоочередных дел», утверждая, что он был «заключён в тюрьму за осуществление своего неотъемлемого права человека на свободу выражения мнения». Соучредитель Википедии Джимми Уэйлс обсудил дело Амера на конференции WikiMania 2008 в Александрии, предположив, что такие громкие аресты, как его, могут препятствовать развитию арабской Википедии, заставляя редакторов бояться вносить свой вклад.

### Великобритания
Член Партии независимости Соединённого Королевства, депутат Европейского парламента Дерек Кларк выступил в парламенте ЕС в Страсбурге с речью по вопросу о Кариме Амере и правах человека в Египте. Депутат Европарламента от региона Ист-Мидлендс призвал Европейский Союз воспользоваться недавно подписанным торговым соглашением с Египтом, в котором говорится, что ЕС «поддержит усилия правительства Египта по защите прав человека и основных свобод в соответствии с международными конвенциями, в которых участвует Египет».

## Освобождение
5 ноября 2010 года Амер был ненадолго освобождён, отбыв все четыре года своего заключения. Вскоре он был повторно арестован Министерством внутренних дел и содержался под стражей ещё одиннадцать дней, в течение которых, как он позже заявил, его пытали. После своего второго освобождения 16 ноября он заявил, что не сожалеет о своих предыдущих словах и намерен продолжить вести блог.

## Роль в египетской революции 2011 года
Во время египетской революции как части событий арабской весны 2011 года Амер участвовал в протестах на площади Тахрир. Он был арестован египетской армией 6 февраля, когда покидал акцию протеста. После трёх дней содержания под стражей он был освобождён без предъявления обвинений. С 2012 года он жил в изгнании в Норвегии, чтобы избежать дальнейших юридических проблем с египетскими властями. Норвежские СМИ опубликовали статьи о Кариме и интервью с ним. Через них он призывает норвежское общество и остальную Европу более критически относиться к исламу. Он стал гражданином Норвегии в 2020 году.